# Guerre Qinghai-Tibet
 (mai 2017).
Si vous disposez d'ouvrages ou d'articles de référence ou si vous connaissez des sites web de qualité traitant du thème abordé ici, merci de compléter l'article en donnant les références utiles à sa vérifiabilité et en les liant à la section « Notes et références ».
La guerre Qinghai-Tibet (chinois : 青藏战争 ; pinyin : qīng zàng zhànzhēng), est un conflit qui se développa en parallèle de la guerre sino-tibétaine de 1930. Elle eut pour objectif le contrôle de la province du Qinghai, également appelée « Amdo », et opposa le Tibet indépendant de facto, dirigé par le 13e dalaï-lama, Thubten Gyatso, à la clique des Ma en la personne de Ma Bufang. Cette guerre marqua la défaite du Tibet, sa perte du contrôle d'une grande partie de l'Amdo à l'exception du Yushu et de la ville de Tanggulashan (en). D'autre part, la défaite du Tibet face à la Chine provoqua également la perte définitive du Kham oriental.

## Contexte etcasus belli
Depuis la déclaration d'indépendance tibétaine du 14 février 1913, le Tibet contrôle la quasi-totalité du Qinghai tandis que sa partie nord-orientale autour de la région de Xining est aux mains de la clique des Ma. Mais, progressivement, de 1928 à 1929, la clique des Ma du seigneur de la guerre hui Ma Bufang étend son pouvoir et son contrôle sur une grande partie de la province notamment sur le Haixi et le Golog. 

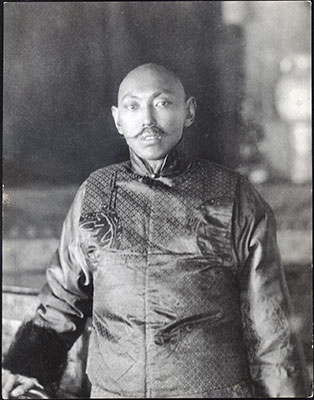
Thubten Gyatso, le 13e Dalaï-lama.

En 1930, le Tibet est déjà aux prises contre le Kuomintang de Tchang Kaï-chek qui, depuis 1928, vient d'unifier une grande partie de la Chine. Le conflit sino-tibétain oppose le Tibet, le Kuomintang et la clique du Sichuan de Liu Wenhui pour le contrôle du Kham oriental et du Xikang. Mais le 13e Dalaï-lama, Thubten Gyatso, rassuré par les premiers succès de son armée au Xikang contre Liu Wenhui, et soutenu par l'Empire britannique, choisit d'étendre le conflit en attaquant la clique des Ma pour reprendre le contrôle du Qinghai[Interprétation personnelle ?]. C'est à cause d'un litige autour d'un monastère bouddhique de Yushu en 1932 que la guerre est déclarée.

## Déroulement

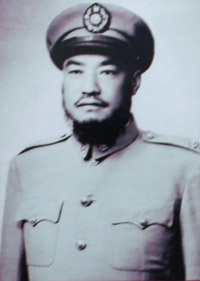
Ma Bufang

En 1932, l'armée tibétaine attaque et envahit le Qinghai mais le général hui Ma Bufang dispose d'une force plus puissante et moderne et bloque rapidement l'offensive tibétaine. Puis, il s'attache à reprendre plusieurs comtés dans la province du Xikang comme Shiqu et Dege,,. L'armée de la clique des Ma est commandée par le général Ma Biao (en), et les Tibétains sont repoussés de l'autre côté du fleuve Jinsha,. De ce fait, Lhassa perd les territoires de l'Amdo qu'elle contrôle depuis 1919. De plus, la retraite précipitée des Tibétains et l'avance rapide des unités de la clique des Ma menace dangereusement les lignes d'approvisionnement tibétaines des xians de Garze et de Xinlong, au Sichuan. En conséquence, les unités tibétaines présentes au Sichuan et aux prises contre les forces chinoises sont à leurs tours forcées de reculer.
Ma Bufang et Liu Wenhui s'entendent pour envoyer à Lhassa un ultimatum enjoignant aux Tibétains de ne plus tenter de retraverser le fleuve Jinsha. En août, les Tibétains ont déjà cédé une grande partie de leur territoire du Kham à Liu Wenhui et du Qinghai à Ma Bufang. Le 13e dalaï-lama, Thubten Gyatso, se résout alors à solliciter l'aide du gouvernement britannique des Indes. En effet, la Grande-Bretagne ne peut tolérer de perdre son glacis tibétain qui protège les frontières de son empire des Indes. C'est pourquoi Londres fait pression pour forcer Tchang Kaï-chek et les cliques chinoises à accepter un cessez-le-feu.

## Conséquences

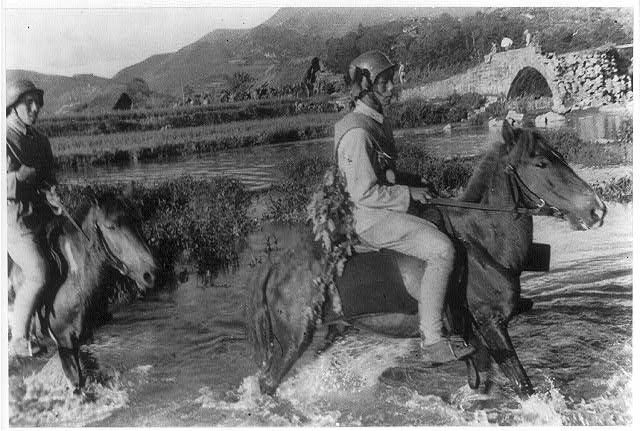
Cavalerie de la clique des Ma.

Deux trêves séparées sont finalement signées entre le Tibet et Ma Bufang d'une part et entre Lhassa et Liu Wenhui d'autre part en 1933,,. Les Britanniques ont sauvé les Tibétains d'un désastre militaire majeur tandis que les troupes de la clique du Sichuan et des Ma célèbrent en commun la victoire,. Le Tibet perd une grande partie de l'Amdo, sa frontière suivant désormais les limites du Yushu et des monts Tanggula (唐古拉山, tánggǔlā shān). De plus, il a également perdu toute la partie du Kham oriental, qui est intégré au Sichuan. Le Kham occidental restera toutefois sous le contrôle de Lhassa jusqu'à l'intervention militaire chinoise au Tibet en 1951.

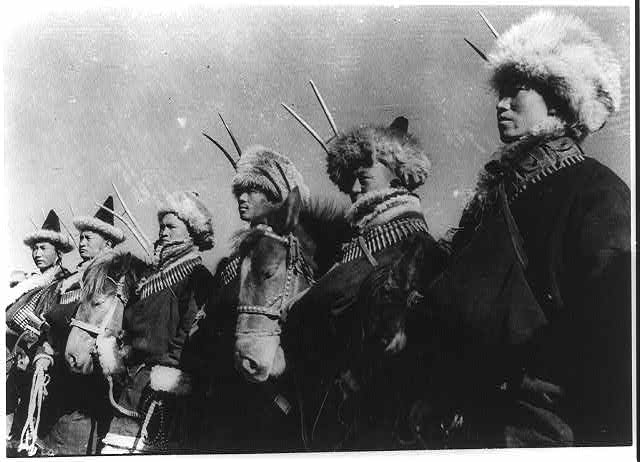
Cavalerie de la clique des Ma.

Le 13e Dalaï-lama prend également conscience du retard technologique et militaire du Tibet qui rend le pays à la merci de ses voisins malgré ses nombreuses réformes modernisatrices au cours des années précédentes. Sa mort le 17 décembre 1933, peu de temps après la fin de la guerre, empêche le Tibet de tenter de reprendre les provinces perdues puisque la recherche du nouveau Dalaï-lama commence.[réf. nécessaire]